# Бейкер, Том
Томас Стюарт Бейкер (род. 20 января 1934) — английский актёр. Наиболее известен по роли Четвёртого Доктора в научно-фантастическом телесериале «Доктор Кто», которую он исполнял с 1974 по 1981 год.

## Биография

### Ранние годы
Том Бейкер родился в Ливерпуле в семье Мэри Джейн и Джона Стюарта Бейкера. Бейкер хотел стать монахом. В 15 лет он покинул школу и принял постриг. Он оставался в монастыре в течение шести лет, но покинул его, когда потерял веру. Тогда он пошёл служить в Королевский Армейский Медицинский корпус, где провёл два года (1955—1957). Именно в то время он начал увлекаться актёрским искусством.

### Личная жизнь
Первой женой Бейкера стала Анна Веткрофт, на которой он женился в 1961 году. В этом браке у Бейкера родились двое сыновей — Дениел и Пирс. Когда они расстались в 1966 году, Бейкер потерял контакт с сыновьями, пока случайно не встретил Пирса в пабе в Новой Зеландии. Это помогло им возобновить отношения.
В декабре 1980 года Бейкер женился во второй раз — в этот раз на Лалле Ворд, с которой он познакомился на съёмочной площадке Доктора Кто (она играла его спутницу Роману). Однако их брак длился всего 16 месяцев.
В 1986 году он женился в третий раз. Его женой стала Сью Джеррард, которая работала редактором сценария «Доктора Кто». Вместе они переехали в маленький посёлок Ботон Малерб в графстве Кент. Там они жили в домике пастора, и Том иногда принимал участие в хоровом пении. В 2002 году они эмигрировали во Францию, а в ноябре 2006 года вернулись в Англию. Их брак длится до сих пор.

## Карьера

### Начало
Свою первую роль в кино Том Бейкер получил в 1971 году. Это была роль Распутина в фильме «Николай и Александра». Также он появился в фильме Пьера Паоло Пазолини «Кентерберийские рассказы» по мотивам одноимённого сборника Джеффри Чосера.

### Доктор Кто

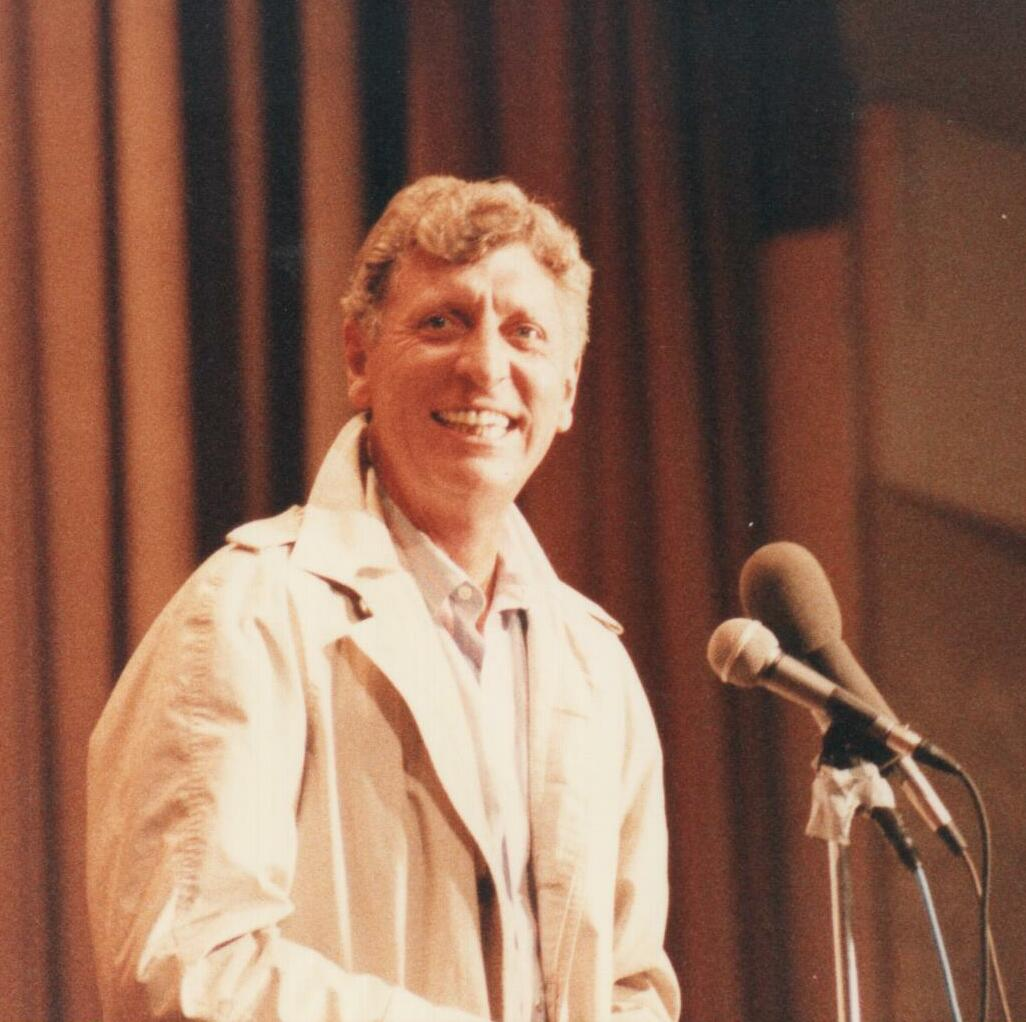
Бейкер в 1986 году.

В 1974 Бейкер перенял роль Доктора от Джона Пертви. На момент назначения Бейкер работал на строительстве, потому что свободных ролей на телевидении не было.
Он быстро нашёл свой собственный стиль игры Доктора. Его эксцентричная манера речи, одежда — особенно длинный шарф — мгновенно сделали его фаворитом у зрителей. Бейкер играл Доктора семь сезонов подряд, что до сих пор не удалось сделать ни одному другому актёру. Бейкер лично прибавил несколько деталей к образу Четвёртого Доктора. Известный шарф появился благодаря недоразумению: Джеймс Ачесон, костюмер, дал вязальщице гораздо больше шерсти, чем было нужно для шарфа, а она израсходовала всю шерсть без остатка, в результате шарф получился комично длинным. Именно Бейкер предложил не выбрасывать его, а использовать на съёмках.
Доктор, сыгранный Бейкером, считается одним из лучших Докторов за историю сериала. В рейтинге «Лучших Докторов», который составляет Doctor Who Magazine, он лишь дважды уступил первую позицию: впервые в 1990 году Сильвестру Маккою, а во второй раз — в 2006 году Дэвиду Теннанту.

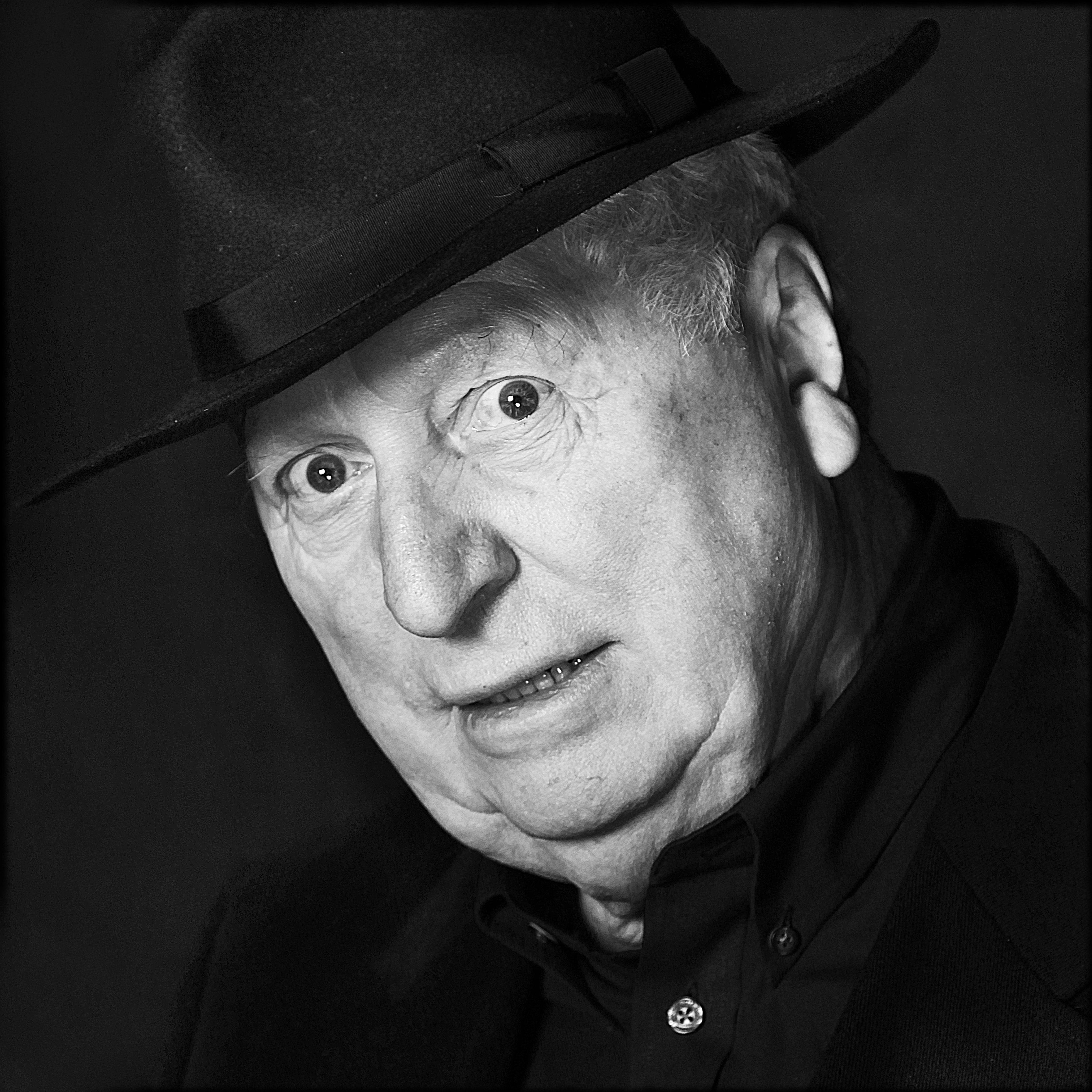
Бейкер в 2010 году.

В 2013 году Том сыграл роль куратора музея в эпизоде «Доктора Кто» День Доктора, посвящённом 50-летию сериала, также Четвёртый Доктор участвовал в спасении Галлифрея.

### Участие в кинофильмах
В 1973 году Бейкер снялся в роли художника в фильме «Склеп ужаса», а также в роли колдуна Коура в фильме «Золотое путешествие Синдбада»; в 1974 году — в фильме «The Mutations». Следующую свою роль он получил в 1998 году в фильме «Backtime», а в 2000 году снялся в роли целителя в фильме «Подземелье драконов». В конце 1990-х годов появилась информация, что Бейкер — один из претендентов на роль Гэндальфа в ленте Питера Джексона «Властелин колец», однако по неизвестной причине Бейкер отказался. В 1990 году он снялся в роли Хмура (Квакля Бродякля) в мини-сериале «Хроники Нарнии: Серебряное кресло» от компании BBC по одноимённой книге Клайва Льюиса.

### Другие появления
В 2020 году Бейкер исполнил роль рассказчика в альбоме «Transitus» нидерландского прог-рок проекта Ayreon.

## Избранная фильмография
| Год       |    | Русское название                 | Оригинальное название         | Роль                  |
| --------- | -- | -------------------------------- | ----------------------------- | --------------------- |
| 1968      | с  | Автомобили Z                     | Z cars                        | Гарри Расселл         |
| 1971      | ф  | Николай и Александра             | Nicholas and Alexandra        | Григорий Распутин     |
| 1972      | ф  | Кентерберийские рассказы         | The Canterbury Tales          | Дженкин               |
| 1973      | ф  | Склеп ужаса                      | The Vault of Horror           | Мур                   |
| 1973      | ф  | Золотое путешествие Синдбада     | The Golden Voyage of Sinbad   | Коура                 |
| 1974—1981 | с  | Доктор Кто                       | Doctor Who                    | Четвёртый Доктор      |
| 1982      | с  | Собака Баскервилей               | The Hound of the Baskervilles | Шерлок Холмс          |
| 1984      | с  | Ремингтон Стил                   | Remington Steele              | Анатоль Блейлок       |
| 1993      | с  | Доктор Кто: Измерения во времени | Dimensions in Time            | Четвёртый Доктор      |
| 2000      | ф  | Подземелье драконов              | Dungeons & Dragons            | Король эльфов         |
| 2003      | с  | Секретные материалы Стрейнджа    | Strange                       | Отец Бернард          |
| 2003      | с  | Форт Боярд (британская версия)   | Fort Boyard                   | капитан Бейкер        |
| 2003—2006 | с  | Маленькая Британия США           | Little Britain USA            | Рассказчик            |
| 2005      | мф | Волшебное приключение            | The Magic Roundabout          | Зибэд                 |
| 2013      | мф | Спасти Санту                     | Saving Santa                  | Санта-Клаус (озвучка) |
| 2013      | ф  | Доктор Кто: День Доктора         | The Day of the Doctor         | Куратор               |
| 2015      | ки | Lego Dimensions                  | Lego Dimensions               | Четвёртый Доктор      |
| 2016—2017 | мс | Звёздные войны: Повстанцы        | Star Wars Rebels              | Бенду (озвучка)       |
| 2019      | мф | Волшебный парк Джун              | Wonder Park                   | Бумер (озвучка)       |

## Награды
- Член ордена Британской империи (2024)[1].